# Огнезащитные составы
Огнезащитные составы (краски) — краски, наносимые на поверхности строительных конструкций с целью обеспечения их пассивной огнезащиты. Наносятся на конструкций и элементы как ручным способом с помощью кисти (шпателя), так и механизированным способом дозаторами высокого давления. Применение таких красок является одним из распространённых методов повышения пределов огнестойкости строительных конструкций.
Требования к огнезащите строительных материалов и конструкций включены в государственные (национальные) стандарты, своды правил противопожарного и строительного нормирования, правила пожарной безопасности, ведомственные нормативные документы (свод правил СП 2.13130.2012 «Системы противопожарной защиты. Обеспечение огнестойкости объектов защиты», ГОСТ Р 53292-2009 «Огнезащитные составы и вещества для древесины и материалов на её основе. Общие требования. Методы испытаний»).
Огнезащитные покрытия подразделяются на группы:
- огнезащитные составы терморасширяющегося типа (вспучивающиеся покрытия, краска);
- невспучивающиеся покрытия;
- покрытия с гибридным эффектом, сочетающим слабо теплопроводные материалы с огнеупорными компонентами.

Современные вспучивающиеся материалы, как правило, обеспечивают огнезащитную эффективность от 30 до 90 минут  в зависимости от используемого состава и толщины огнезащитного покрытия. При этом есть материалы, обладающие огнезащитной эффективностью до 120 и 150 минут.
Среди преимуществ вспучивающихся огнезащитных составов выделяют:
- относительно низкая трудоемкость нанесения;
- малая толщина (в зависимости от проектных решений толщина может варьироваться от 0,5 до 15 мм) и вес покрытия;
- пригодность для огнезащиты металлических конструкций любой сложности;
- хорошие декоративные качества (цвет и формирование рельефа).

К недостаткам вспучивающихся покрытий можно отнести горючесть возникающего при пожаре пенококса, его слабую ветроустойчивость.
Хотя сертификация покрытий проводится с неокрашенным материалом, при реальной эксплуатации окраска может быть проведена и в темные цвета, которые значительно увеличивают нагревание покрытия лучевым теплом пожара. Проверок окрашенных покрытий по ГОСТ не производится.
К преимуществам невспучивающихся покрытий относятся обеспечение огнестойкости от 0,75 до 2,5 часов и малый вес покрытия.

## Огнезащита строительных конструкций зданий и сооружений
Одним из ключевых моментов при выборе способа огнезащиты строительных конструкций является требуемый показатель огнестойкости строительной конструкции. В таблице 21 Федерального закона от 22 июля 2008 года № 123-ФЗ «Технический регламент о требованиях пожарной безопасности» приведены требуемые пределы огнестойкости строительных конструкций
зданий, сооружений, строений и пожарных отсеков.
| Степень огнестойкости зданий, сооружений, строений и пожарных отсеков | Предел огнестойкости строительных конструкций    | Предел огнестойкости строительных конструкций | Предел огнестойкости строительных конструкций                   | Предел огнестойкости строительных конструкций  | Предел огнестойкости строительных конструкций  | Предел огнестойкости строительных конструкций | Предел огнестойкости строительных конструкций |
| Степень огнестойкости зданий, сооружений, строений и пожарных отсеков | Несущие стены, колонны и другие несущие элементы | Наружные ненесущие стены                      | Перекрытия междуэтажные (в том числе чердачные и над подвалами) | Строительные конструкции бесчердачных покрытий | Строительные конструкции бесчердачных покрытий | Строительные конструкции лестничных клеток    | Строительные конструкции лестничных клеток    |
| Степень огнестойкости зданий, сооружений, строений и пожарных отсеков | Несущие стены, колонны и другие несущие элементы | Наружные ненесущие стены                      | Перекрытия междуэтажные (в том числе чердачные и над подвалами) | Настилы (в том числе с утеплителем)            | Фермы, балки, прогоны                          | Внутренние стены                              | Марши и площадки лестниц                      |
| --------------------------------------------------------------------- | ------------------------------------------------ | --------------------------------------------- | --------------------------------------------------------------- | ---------------------------------------------- | ---------------------------------------------- | --------------------------------------------- | --------------------------------------------- |
| I                                                                     | R 120                                            | E 30                                          | REI 60                                                          | RE 30                                          | R 30                                           | REI 120                                       | R 60                                          |
| II                                                                    | R 90                                             | E 15                                          | REI 45                                                          | RE 15                                          | R 15                                           | REI 90                                        | R 60                                          |
| III                                                                   | R 45                                             | E 15                                          | REI 45                                                          | RE 15                                          | R 15                                           | REI 60                                        | R 45                                          |
| IV                                                                    | R 15                                             | E 15                                          | REI 15                                                          | RE 15                                          | R 15                                           | REI 45                                        | R 15                                          |
| V                                                                     | не нормируется                                   | не нормируется                                | не нормируется                                                  | не нормируется                                 | не нормируется                                 | не нормируется                                | не нормируется                                |

Пределы огнестойкости определяются в условиях стандартных испытаниях в соответствии с методами, утверждёнными в области пожарной безопасности. Огнезащитная эффективность средства огнезащиты определяется производителем в процессе проведения испытаний и рассчитывается в минутах. В ГОСТ Р 53295-2009 и ГОСТ Р 53311-2009 «Покрытия кабельные огнезащитные. Методы определения огнезащитной эффективности» приводятся методы расчёта значений показателей огнезащитной эффективности для древесины, стальных конструкций, кабельных покрытий.
Согласно требованиям статьи 150 № 123-ФЗ, подтверждение соответствия средств огнезащиты осуществляется в форме сертификации. Протоколы испытаний испытательных лабораторий должны содержать значения показателей характеризующих огнезащитную эффективность средств огнезащиты, в том числе различные варианты их применения, описанные в сопроводительных документах.
Для принятия проектных решений в области огнезащиты стальных конструкций используют СП 28.13330.2017 «Защита строительных конструкций от коррозии».

## Классификация огнезащитных составов
По кодам ОКП и ТН ВЭД России в зависимости от назначения огнезащитные составы классифицируются на составы, вещества и материалы для огнезащиты:
- конструкций и изделий из древесины;
- металлических конструкций и изделий;
- кабелей и кабельных проходок;
- материалов, конструкций и прочих изделий.

Огнезащитные составы в общем случае различаются в зависимости от:
- вида материала объекта огнезащиты (металл, древесина, электрокабель, ткани);
- вида огнезащитного покрытия;
- по способу нанесения;
- от условий эксплуатации(в сухих и влажных помещениях, на улице, специально оговариваемые условия);
- по устойчивости к воздействию агрессивных факторов.

Номенклатура современных сертифицированных огнезащитных составов, а также краткие технические сведения, включая показатели огнестойкости, срок эксплуатации, методы нанесения подробно рассмотрены в приложениях.
Принятие решения по выбору огнезащитного состава на практике зависит от множества факторов, в том числе учитывается:
- показатели огнезащитной эффективности;
- срок эксплуатации огнезащитного покрытия;
- соответствие требованиям технической документации;
- возможность и периодичность замены или восстановления;
- оценка трудозатрат и стоимости, обоснование целесообразности выбранного средства огнезащиты.

### Огнезащитные составы для древесины
Огнезащитные составы для древесины и материалов на её основе согласно ГОСТ Р 53292-2009 подразделяются на следующие виды:
- лаки огнезащитные, представляющие собой растворы (эмульсии) пленкообразующих веществ на органической или водной основе, содержащие растворимые антипирены (могут включать также пластификаторы, отвердители, растворимые красители и другие вещества), образуют на защищаемой поверхности тонкую прозрачную плёнку;
- краски огнезащитные, представляющие собой однородную суспензию пигментов и антипиренов в пленкообразующих веществах (могут включать также наполнители, растворители, пластификаторы, отвердители и другие вещества), образуют на защищаемой поверхности тонкую непрозрачную плёнку;
- пасты, обмазки огнезащитные, представляющие собой композиции, по содержанию компонентов аналогичные краскам, но отличающиеся пастообразной консистенцией и более крупной дисперсностью наполнителей и антипиренов, образуют на защищаемой поверхности слой покрытия большей толщины, чем лаки и краски;
- составы пропиточные огнезащитные (огнебиозащитные), представляющие собой растворы антипиренов (антипиренов и антисептиков) в органических и неорганических жидкостях, не образующих плёнку, обеспечивают образование поверхностного огнезащищенного слоя (поверхностная пропитка) или огнезащиту в объёме древесины (глубокая пропитка);
- составы комбинированные огнезащитные, представляющие собой комплекс из двух или более видов ОС, нанесение каждого из которых на защищаемую поверхность осуществляется последовательно.

### Огнезащитные составы для стальных конструкций
Согласно ГОСТ Р 53295-2009, огнезащитный состав — это вещество или их смесь, обладающие огнезащитной эффективностью и предназначенные для огнезащиты различных объектов.
Тонкослойные вспучивающиеся огнезащитные составы (краски) наносятся на обогреваемую поверхность конструкции по ГОСТ 28246. При воздействии пожара толщина огнезащитного покрытия многократно увеличивается, образуя на обогреваемой поверхности стальной конструкции теплоизоляционный слой, защищающий конструкцию от нагревания.
Раздел 5 ГОСТ Р 53295-2009 устанавливает метод определения огнезащитной эффективности средств огнезащиты для стальных конструкций. Огнезащитная эффективность средств огнезащиты в зависимости от времени наступления предельного состояния подразделяется на 7 групп.

### Огнезащитные кабельные покрытия
В случае огнезащитного кабельного покрытия (слой вещества, нанесенный на поверхность кабелей и обладающий огнезащитной эффективностью) методы определения огнезащитной эффективности регламентирует ГОСТ Р 53311-2009 «Покрытия кабельные огнезащитные. Методы определения огнезащитной эффективности». На кабельные изделия, к которым предъявляются требования по пожарной безопасности распространяются также требования ГОСТ 31565-2012. Помимо огнезащитных покрытий для повышения огнестойкости кабельных линий могут использоваться огнестойкие кабели. Использование огнезащитных покрытий кабелей допустимо только там, где не требуется по ГОСТ 31565-2012 применение огнестойких кабелей.

### Вспучивающиеся огнезащитные составы
Сводом правил 2.13130.2012 вспучивающееся покрытие определяется, как специальный лакокрасочный состав с толщиной сухого слоя до 3 мм, многократно её увеличивающий при нагревании.
Вспучивающиеся огнезащитные краски для защиты древесины и металлических конструкций впервые стали применять в конце 1960-х — начале 1970-х годов. К 2000-м годам пассивная защита с помощью составов вспучивающегося типа стала традиционным подходом для повышения пожарной безопасности объектов. Вспучивающиеся огнезащитные составы применяются в области огнестойкости и огнезащиты металлоконструкций зданий и сооружений, кабелей и кабельных линий, кабельных проходок, деревянных конструкций, воздуховодов.
Огнезащитные составы терморасширяющегося типа при воздействии температуры сильно увеличиваются в объёме (терморасширяются), образуя при этом термоизолирующий слой пенококса («шубу»). За счёт низкой теплопроводности пенококсовый слой в течение определённого времени, зависящего от огнезащитной эффективности состава защищает строительные конструкции от перегрева, деформации и обрушения.
Состав огнезащитных красок разнообразен. Вспучивающиеся покрытия в своём составе имеют компоненты, которые являются источником образования вспененного угольного слоя, покрывающего поверхность конструкции, постепенно закоксовываясь, становясь жестким. Огнезащитная эффективность состава определяется прежде всего толщиной слоя. Современные огнезащитные материалы при условии толщины слоя до 2 мм под воздействием высоких температур увеличиваются в объёме в 10—40 раз и обладают огнезащитной эффективностью до 1 часа.